# Nannocharax brevis
Nannocharax brevis är en fiskart som beskrevs av George Albert Boulenger 1902. Nannocharax brevis ingår i släktet Nannocharax och familjen Distichodontidae. IUCN kategoriserar arten globalt som livskraftig. Inga underarter finns listade i Catalogue of Life.